# The Alec Baldwin Show
The Alec Baldwin Show è stato un programma televisivo statunitense condotto dall'attore Alec Baldwin e trasmesso sulla ABC dal 4 marzo 2018 al 29 dicembre dello stesso anno.
Il programma è stato il secondo talk show di Baldwin dopo l'Up Late with Alec Baldwin, trasmesso nel 2013 sull'emittente MSNBC, ed il primo talk show in prima serata su una grande emittente dal The Jay Leno Show della NBC, terminato nel 2010.

## Struttura del programma
Lo show è stato impostato per includere due interviste, consentendo loro di allungare collettivamente l'intera ora per salvare le interruzioni pubblicitarie. Come il suo podcast, che ha visto lunghe conversazioni con tutti, da Barbra Streisand a Anthony Weiner. Lo spettacolo schiererà attori, comici, politici e altri giornalisti nella sfera della cultura pop americana come ospiti.

## Produzione
(Alec Baldwin su ciò che distingue il suo spettacolo nel panorama del talk show affollato.)
Il 27 febbraio 2018 è stato annunciato che la ABC aveva dato un ordine di serie per un programma domenicale con Alec Baldwin. L'ordine era di 9 puntate, con quella pilota, trasmessa il 4 marzo dello stesso anno, dopo i 90° Premi Oscar.
In un'intervista a Lacey Rose dell'Hollywood Reporter, Baldwin ha proseguito spiegando le sue ragioni per impegnarsi nel programma. Ha parlato di come il numero limitato di episodi abbia permesso una maggiore libertà e discrezione quando si tratta di selezionare gli ospiti. Ha specificato il tipo di ospiti che stava cercando dicendo: 
Tra le molte celebrità degne di nota che potrebbero partecipare allo show, Baldwin ha menzionato Stephen King, Al Pacino, Robert De Niro, Jack Nicholson, Dustin Hoffman e Bruce Springsteen.
Il 15 maggio 2018, fu annunciato che la serie, ora intitolata The Alec Baldwin Show, sarebbe stata trasmessa la domenica dalle 22:00. Il 9 ottobre 2018, fu annunciato che il primo l'episodio sarebbe andato in onda il 14 ottobre, con Robert De Niro e Taraji P. Henson. Tra gli ospiti successivi c'erano Kim Kardashian, Robert F. Kennedy Jr., RuPaul, Kerry Washington, Cecile Richards, Jeff Bridges, Sarah Jessica Parker, Chris Christie, Mike Myers, Regina King, Gloria Allred, Ricky Gervais e Erna Solberg. Il 6 novembre 2018 è stato annunciato che la ABC avrebbe trasferito la serie dalla domenica al sabato, sempre alle 22:00. Lo spettacolo doveva tornare nella sua nuova fascia oraria l'8 dicembre 2018. Il 4 gennaio 2019 è stato riferito che l'ABC aveva ritirato il programma a causa dei bassi ascolti, sostituendolo con repliche di altri spettacoli a partire dalla notte seguente.

## Promozione
Il 2 marzo 2018 sono state pubblicate le primi immagini e clip del programma.

## Puntate

### Puntata pilota
| Titolo                      | Ospiti                         | Prima TV USA | Ascolti USA |
| --------------------------- | ------------------------------ | ------------ | ----------- |
| "Sundays with Alec Baldwin" | Jerry Seinfeld e Kate McKinnon | 4 marzo 2018 | 3.645       |

### 1ª edizione (2018)
| n° | Ospiti                                   | Prima TV USA     | Ascolti USA     |
| -- | ---------------------------------------- | ---------------- | --------------- |
| 1  | Robert De Niro e Taraji P. Henson        | 14 ottobre 2018  | 2.073           |
| 2  | Kim Kardashian                           | 21 ottobre 2018  | 1.958           |
| 3  | Ricky Gervais e Jeff Bridges             | 28 ottobre 2018  | 1.495           |
| 4  | Mike Myers e Cecile Richards             | 4 novembre 2018  | 1.469           |
| 5  | Sarah Jessica Parker                     | 8 dicembre 2018  | 1.053           |
| 6  | Kerry Washington e Robert F. Kennedy Jr. | 15 dicembre 2018 | 0.973           |
| 7  | RuPaul e Erna Solberg                    | 22 dicembre 2018 | 1.017           |
| 8  | Regina King e Gloria Allred              | 29 dicembre 2018 | 0.852           |
| 9  | Jerry Seinfeld                           | Non trasmesse    | Non disponibili |
| 10 | Chris Christie e Ana Navarro             | Non trasmesse    | Non disponibili |

## Accoglienza

### Critica

#### 1ª edizione
Il programma è stato stroncato dalla critica. Sull'aggregatore di recensioni Rotten Tomatoes ha un indice di gradimento dello 0% con un voto medio di 3,72 su 10.

#### Puntata pilota
Dopo la messa in onda, l'episodio pilota è stato accolto da una reazione mista da parte della critica. Su Metacritic ha avuto un punteggio di 47 su 10, basato su 5 recensioni.
In una recensione positiva, Verne Gay di Newsday ha elogiato la puntata assegnandogli due stelle e mezzo su quattro commentando il suo potenziale, dicendo: "Baldwin è il tipo di attore che suscita passione, alcune persone lo amano, altri non così tanto, non c'è via di mezzo e non lo è mai stato. Nessuno è neutrale nei suoi confronti e la loro neutralità sarà messa alla prova tanto quanto la sua. Il potenziale dello show aumenterà o diminuirà in quegli incontri spigolosi quando arriveranno, e certamente dovrebbero".
In una recensioni più negativa Kelly Lawler di USA Today ha scritto: "Baldwin, che ha avuto un breve talk show su MSNBC nel 2013, è un intervistatore decente, ma il discorso non diventa mai troppo profondo o rivela nuove intuizioni sui suoi soggetti" e che "prova il suo livello migliore, ma lo spettacolo è troppo lieve. Potrebbe non essere la sua domenica".